# Debbie Brill

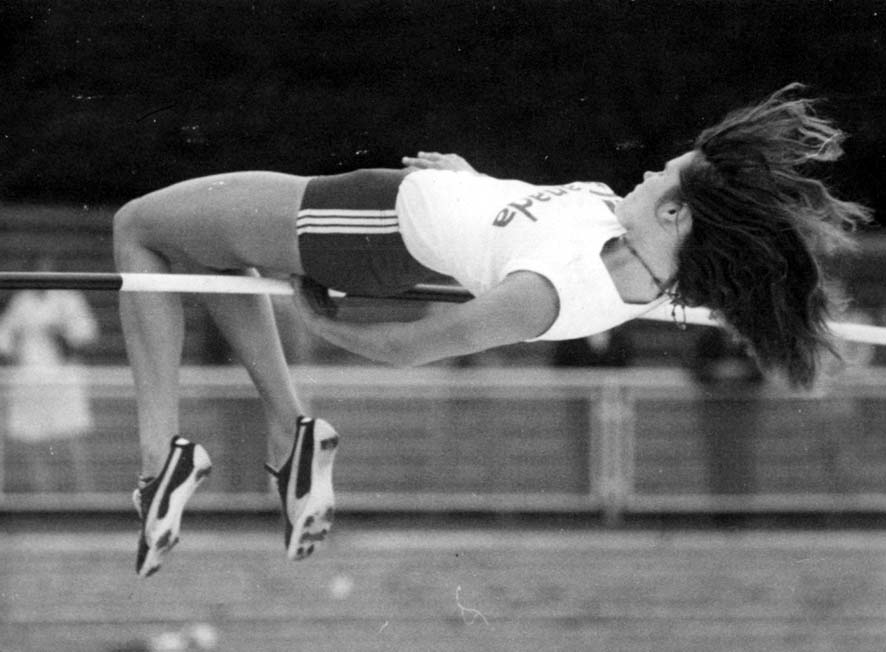
Debbie Brill 1972.

Debbie Brill, född den 10 mars 1953 i Mission, British Columbia, är en kanadensisk före detta friidrottare som tävlade i höjdhopp. 
Redan före tonåren utvecklade hon sin hoppstil, som innebar att hon hoppade med ryggen närmast ribban, dvs. på samma sätt som kom att kallas Fosbury-flopp. Hennes hoppstil, kallad Brill bend i hemlandet, uppmärksammades av pressen i Sverige när hon tävlade på Stockholms stadion som 15-åring, några månader innan Dick Fosbury gjorde sin hoppstil världskänd genom att vinna höjdhopp på OS 1968. 
Brill deltog vid Olympiska sommarspelen 1972 där hon var i final och slutade åtta med ett hopp på 1,82. Hon var även i final vid det första världsmästerskapet utomhus 1983 då hon slutade sexa efter att ha klarat 1,88. Även vid Olympiska sommarspelen 1984 var hon i final och slutade då femma, denna gång efter att ha klarat 1,94.
Vid det första inomhusmästerskapet 1985 i Paris blev hon delad bronsmedaljör efter ett hopp på 1,90.
Förutom meriterna från OS och VM vann hon två gånger guld vid samväldesspelen 1970 och 1982 samt silver 1978. Hennes bästa hopp utomhus, 1,98 från 1984, är fortfarande kanadensiskt rekord.
1983 fick hon utmärkelsen Order of Canada.